# クラヨーヴァ
クラヨーヴァ（ルーマニア語: Craiova /kra'jo.va/クラヨーヴァ；ドイツ語: Kragau）は、ルーマニア第5の都市で、ドルジュ県の県都。中央オルテニア地方のジウ川東岸近くに位置する。昔からの政治的中心地であり、北のトランシルヴァニアアルプス山脈と南のドナウ川の中間点にある。ブカレスト西方の主要商業都市である。日本語では、クライオヴァ、クライオバ、クライヨヴァ、クラヨーバなどとも表記される。

## 歴史
クラヨーヴァはかつてダキア人が占領していた場所で、ローマ帝国の属州ダキアの都市ペレンダヴァ（Pelendava）となってから公式にオルテニアの首都となった。ワラキア国家の高位ボヤール（封建領主）は古いバンの称号を持ち、彼らは最初クライオヴェシティ(Craioveşti)家から出ていた。バンは、自身の肖像とともに硬貨に印形を押す権利を持っていた。これが例となり、ルーマニア・レウの補助通貨バンを表すルーマニア語の語源となった。 
1395年、クラヨーヴァは、ワラキア公ミルチャ老公(en:Mircea I of Wallachia)がオスマン帝国君主バヤズィト1世軍を破った際の戦場となった（ロヴィネの戦い）。
16世紀前半以後、しばしば都市と称されるようになり、クラヨーヴァ地域は常にワラキア及びルーマニアの重要経済地域と一般にみなされた。1718年から1737年にかけ、ハプスブルク家がオルテニア全体を支配し、その間クラヨーヴァの地位は経済的な圧迫と、中央集権制度強化のため衰えた。そしてクラヨーヴァのボヤールの抗議活動と平行して、ハイドゥクと呼ばれる山賊が一部で増加することになった。1761年、ギリシャ貴族のワラキア公コンスタンティヌス・マヴロコルダトス（en:Constantine Mavrocordatos）時代、バンたちはクラヨーヴァで自らの代理をするカイマカム（Kaymakam、トルコ時代の称号で、知事を意味する）を残して、ブカレストへ強制隔離された。
ワラキア公エマヌエル・ジャニ・ルセット（Emanuel Giani Ruset）時代、ワラキアの首都がクラヨーヴァへ移された（1770年-1771年）。露土戦争（1768年-1774年）で戦場となるのを避けるためとみられる。1800年、ボスニア系トルコ人のパシャ、オスマン・パズヴァントウル（Osman Pazvantoğlu）の反乱で、クラヨーヴァ市内大部分が焼け野原となった。
ワラキア反乱の間、現在のドルジュ県住民は大多数が、トゥドル・ヴラディミレスク率いる軍に、ブカレスト遠征に貢献するため加わった。19世紀最初の20年間、クラヨーヴァは、手工芸品貿易と公共サービスに集中して、経済的繁栄を目の当たりにした。ロシア帝国占領時代と、それに続く構成国家時代（1828年-1834年）、市はその経済的生産性を増した。1832年、市内には595の商店（197はバラック、398は煉瓦造りの家）があった。当時、クラヨーヴァは小麦、毛皮、革、家畜やその他製品をオーストリア帝国とオスマン帝国へ輸出していた。
クラヨーヴァ市民コスタケ・ロマネスクは、1848年のワラキア革命の間地方政府の首領の一人であった。ワラキア最後の2人の支配者、ゲオルゲ・ビベスクと バルブ・ディミトリエ・シュティルベイは、クラヨーヴァに住む重要なボヤールの家系、ビベスク家出身であった。
1860年頃、クラヨーヴァには4,633の建物があった（内訳は3,220軒の住宅、26の教会、学校11校、60の工場と工房）。その他、およそ90の製造業関連施設、12軒の製粉工場、3軒のビール工場、2軒の石油工場、4軒の染色工場と2軒の印刷所があった。ドルジュ県の職人全体のうち57%がクラヨーヴァに住んでいた（1,088人がマイスター、687人が徒弟期間を終えた職人、485人が徒弟であった）。
1877年から1878年の露土戦争期間は、経済及び文化の発展した時期と重なる。結果として、19世紀終わりのクラヨーヴァは、40,000人の人口を持ち、小さな工場と織物工場が発展した。1896年10月26日、クラヨーヴァ発電所が操業を開始した。クラヨーヴァは、内燃機関による電力供給を受ける国内発の都市となった。 
1900年、クラヨーヴァはオルテニア地方内の産業設備一式のうち43.1%を抱えていた。銀行業は20世紀初頭に始まった。
両大戦間、クラヨーヴァは農業地域の中心として、さらなる一層の工業化を経験した。工場労働者の人数は比較的少数が残った。1939年、市は7つの産業設備に100人を超える労働者がいた。
1960年以後、共産主義政権のもと、クラヨーヴァは、飛行機産業、化学工業、食品製造業、建設、電気工学、鉱山業、電力産業と同様、自動車産業とエンジン組み立て工場の有名な中心となった。
ルーマニア革命後、自由市場の再建と総合的な地方分権化がもたらされ、市場そのものが民間の創意に対し開かれる間、いくつかの工場は民営化された。工業は経済的な変化に影響を受けたが、依然として重要な部門であり、クラヨーヴァの生産高のおよそ70%に相当する。

## 人口統計
クラヨーヴァは2002年調査で302,601人の人口を抱える。内、ルーマニア人96.66%、ハンガリー人0.07%、ドイツ人0.06%、セルビア人0.01%、ロマ人2.91%、イタリア人0.06%、ギリシャ人0.06%、ウクライナ人0.01%である。

## 経済
ルーマニア革命以後、遠隔通信サービス、銀行および保険業、経営顧問業が拡大し始めた。クラヨーヴァ自動車工場は大宇財閥が正式に所有していたが、2007年9月にフォード・モーターへ売却された。

## 交通
クラヨーヴァ市内の公共交通機関は、3つのトラム路線（クラヨーヴァ市電）、17のバス路線からなる。また、主要な鉄道駅を持ち、国内の他の主要都市とも通じている。クラヨーヴァ空港もある。

## 見どころ

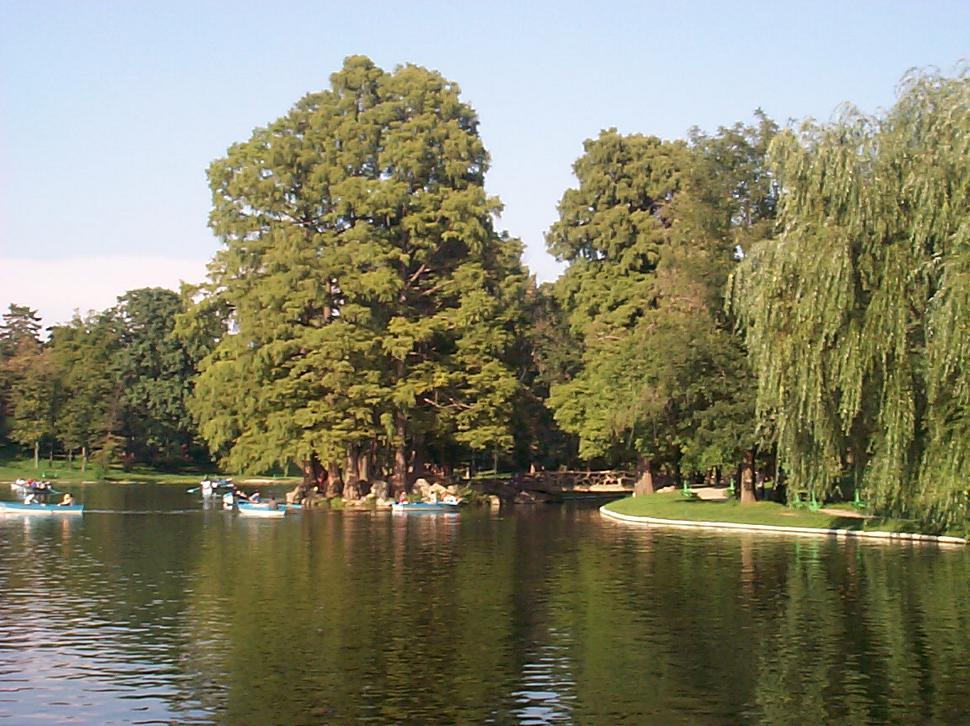
ニコラエ・ロマネスク公園

- マドナ・ドゥドゥ教会 - 1750年から1756年にかけ建設され、1831年の地震で破壊された後、1844年に修繕された。壁画を完成させたのはゲオルゲ・タッタレスクである。
- 聖デメトリウス教会
- コシュナ修道院付属教会 - 1483年からある、クラヨーヴァ最古の建物。
- バンの館 - 1699年からある、宗教施設でないものとしては市内最古の建物。15世紀にバルブ・クライオヴェスクが建てたものを、コンスタンティン・ブルンコヴェアヌが建て直した。現在は民族・民俗芸術博物館として使用。
- クラヨーヴァ美術館 - 1896年に建設された美術館。フランス人建築家ポール・ゴトローの設計。コンスタンティン・ブランクーシの初期の彫刻6点を展示。
- オルテニア博物館 - 1915年創設。民族、歴史、自然科学の3分野に分けられている。
- ニコラエ・ロマネスク公園 - クラヨーヴァ最大で最もよく知られる公園。発案者である当時の市長ニコラエ・ロマネスクの名を冠し、フランス人建築家エミール・レンドンが設計。設計図は、1900年パリ万国博覧会で金賞を受賞した。1903年完成。
- 植物園 - 植物学者アレクサンドル・ブイアによりレイアウトがされ、1952年開園。クラヨーヴァ大学農学部の研究や、学生活動のためつくられた。
- ジウ草原

## 教育
クラヨーヴァ初の学校は、1759年にコンスタンティン・オベデアヌによって開校された。1826年の春にオベデアヌの学校は国立ルーマニア語学校（Şcoala Naţională de Limba Română）となった。この学校は、1818年創立の聖サヴァ高校（ブカレスト）に次いでルーマニア国内で2番目に古い学校である。 
大学
- クラヨーヴァ大学
- クラヨーヴァ薬科大学

## スポーツ
- CSウニヴェルシタテア・クラヨーヴァ - サッカークラブ
- FCウニヴェルシタテア・クラヨーヴァ - サッカークラブ

いずれも約30,000人収容のスタディオヌル・ヨン・オブレメンコをホームスタジアムとしている。

## 出身の人物
- ティトゥ・マヨレスク - 政治家、首相、文芸評論家
- ロベルト・ヴァンチャ - サッカー選手

## 姉妹都市・友好都市

### 姉妹都市
- クオピオ, フィンランド
- ナンテール, フランス
- 西安, 中華人民共和国
- スコピエ, マケドニア共和国
- ヴラツァ, ブルガリア

### 友好都市
- リヨン, フランス
- ウプサラ, スウェーデン

## 参照
- Istoria Craiovei, Titu Georgescu, Constantin Barbacioru, Florea Firan, Virgil Joita, Constantin Mocanu, Luchian Deaconu, Ion Dogaru, Editura Scrisul Românesc, 1977
- Florea Firan, Alexandru Firescu, Craiova , Ghidul oraşului, Editura Sport-Turism, 1982
- Documentare statistică privind evoluţia economică şi socială a municipiului Craiova, Dolj County Statistical Office, 1992